# ميخائيل فوستر
ميخائيل فوستر (بالإنجليزية: Michael Foster)‏ (5 مارس 1973 بملبورن في أستراليا - ) هو لاعب كريكت أسترالي. لعب مع فريق فكتوريا للكريكت.

## وصلات خارجية
- ميخائيل فوستر على موقع إي آس بي آن كريك إنفو (الإنجليزية)